# Họ Cầy lỏn
Họ Cầy lỏn hay họ Cầy mangut (Herpestidae) là một họ động vật có vú nhỏ trên cạn thuộc Bộ Ăn thịt, Phân bộ Dạng mèo. Nó gồm 34 loài cầy lỏn (cầy mangut), chia thành hai phân họ: Herpestinae và Mungotinae. Phân họ Herpestinae bao gồm 23 loài sinh sống ở miền nam châu Âu, châu Phi và châu Á, trong khi phân họ Mungotinae bao gồm 11 loài sinh sống ở châu Phi. Họ này có nguồn gốc từ khoảng 21,8 ± 3,6 triệu năm trước vào đầu thế Miocen, và được chuyển hóa gen thành hai dòng di truyền chính trong khoảng thời gian từ 19,1 đến 18,5 ± 3,5 triệu năm trước.

## Từ nguyên
Từ "mangut" có nguồn gốc từ tên Marathi mangus (मंगूस) (phát âm là [məŋɡuːs]), cõ lẽ về cơ bản từ Dravidia (cf. Telugu mungeesa (ముంగిస), Kannada mungisi (ಮುಂಗಿಸಿ). Hình thức tên tiếng Anh (từ năm 1698) cũng đã được đổi thành đuôi -goose bởi từ nguyên dân gian. Nó không có kết nối từ nguyên liên hệ nào với từ goose. Dạng số nhiều trong tiếng Anh là mongooses, hay hiếm dùng, mongeese. nó cũng được phát âm là mungoose.

## Mô tả
Mangut sống ở miền nam châu Á, châu Phi, và miền nam châu Âu, cũng như một số đảo Caribe và Hawaii, hải đảo, nơi chúng là loài du nhập. Có hơn ba mươi loài khác nhau, kích thước dài từ 1–4 foot (0,30–1,22 m). Mangut có trọng lượng khác nhau, từ cầy mangut lùn thông thường, nặng 10 oz (280 g), đến loài cầy mangut đuôi trắng bằng con mèo nặng 9 lb (4,1 kg). Một số loài chủ yếu sống một cuộc sống đơn độc, tìm kiếm thức ăn chỉ cho chính mình, trong khi những loài khác đi theo nhóm, chia sẻ thức ăn giữa các thành viên trong nhóm.
Cầy mangut đôi khi cũng là loài vật hung hăng khi nguy cấp, từng có việc một con cầy đã dũng cảm đánh trả lại 04 con sư tử con bao vây một con cầy mangut vùng đầm lầy, để trốn thoát, bất chấp việc bị bốn con sư tử vây ráp, một con cầy mangut kiên cường vẫn tìm được cách đánh bại những kẻ thù săn mồi to xác và đông đảo hơn. Sau những giây phút đầu tiên đầy khiếp đảm, cầy mangut đơn độc đã trấn tĩnh lại và tìm được cách đối phó. Dù chỉ cao không đầy 60 cm, nhưng cầy mangut đã tránh được các cuộc tấn công của bốn con sư tử bằng cách chạy lắt léo và gầm gừ đáp trả. Cầy mangut dũng cảm thậm chí còn cắn vào mũi của một trong số các con sư tử. Sau khi gây rối kẻ thù bằng chiến thuật ẩn nấp rồi nhảy xổ ra đối đầu, cầy mangut rốt cuộc tẩu thoát.

## Phân loại
- Họ Cầy lỏn
  - Phân họ Herpestinae
    - Chi Atilax
      - Atilax paludinosus

    - Chi Bdeogale
      - Bdeogale crassicauda
      - Bdeogale jacksoni
      - Bdeogale nigripes

    - Chi Crossarchus
      - Crossarchus alexandri
      - Crossarchus ansorgei
      - Crossarchus obscurus

    - Chi Cynictis
      - Cynictis penicillata

    - Chi Dologale
      - Dologale dybowskii

    - Chi Helogale
      - Helogale hirtula
      - Helogale parvula

    - Chi Herpestes
      - Herpestes brachyurus
      - Herpestes edwardsii
      - Herpestes ichneumon
      - Herpestes javanicus
      - Herpestes naso
      - Herpestes palustris
      - Herpestes semitorquatus
      - Herpestes smithii
      - Herpestes urva
      - Herpestes vitticollis

    - Chi Ichneumia
      - Ichneumia albicauda

    - Chi Liberiictis
      - Liberiictis kuhni

    - Chi Mungos
      - Mungos gambianus
      - Mungos mungo

    - Chi Paracynictis
      - Paracynictis selousi

    - Chi Rhynchogale
      - Rhynchogale melleri

    - Chi Suricata
      - Suricata suricatta

## Hình ảnh

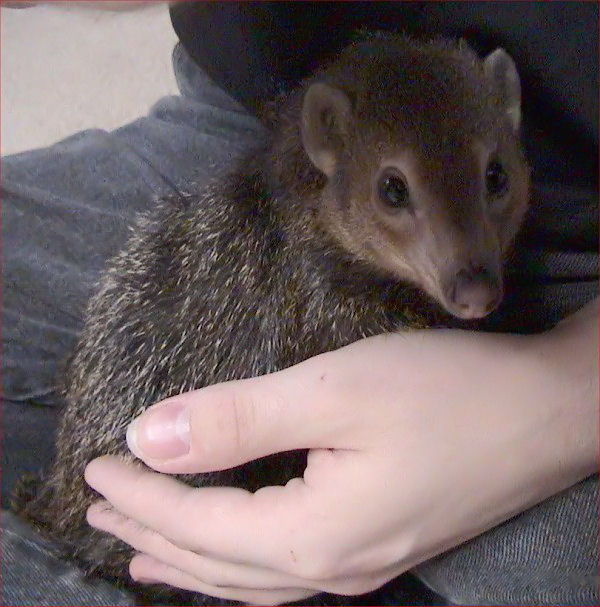
Crossarchus obscurus
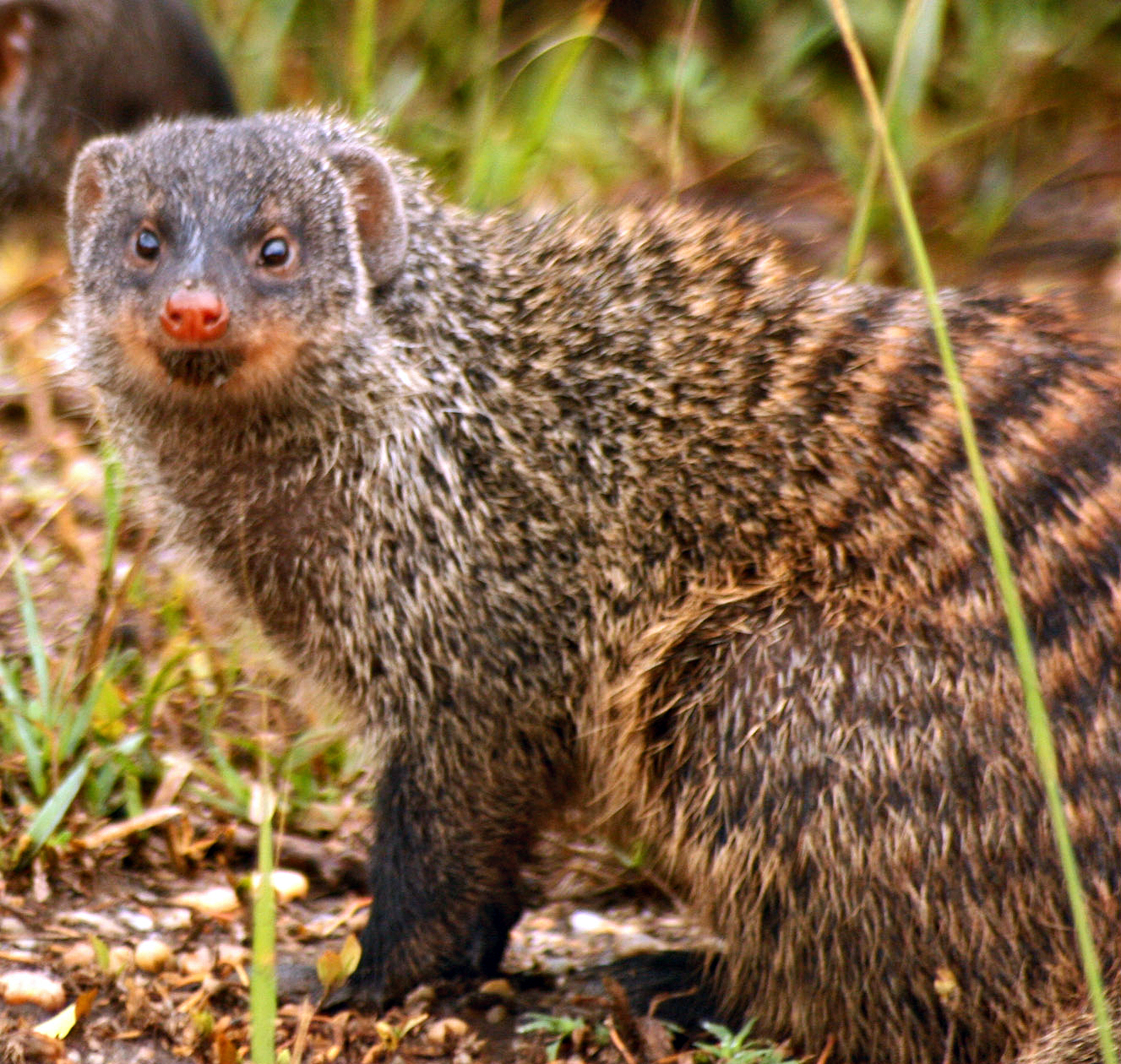
Mungos mungo